# Andreas Helgstrand
Andreas Helgstrand (2 ottobre 1977) è un cavaliere danese, vincitore della medaglia di bronzo nel dressage a squadre alle olimpiadi di Pechino 2008.

## Palmarès
- Olimpiadi

Pechino 2008: bronzo nel dressage a squadre.